# コロンビアの国旗
コロンビアの国旗（コロンビアのこっき Flag of Colombia）は、1861年11月26日に制定された。三本の帯によるミランダ三色旗だが、黄色が幅が大きく、旗の上半分を占めている。黄色はかつて産出し、スペイン人の目的であった金を示し、青は面する二つの海（太平洋とカリブ海）を意味する。赤はスペインからの独立の際の流血を表す。

## 様々な旗

? 商船旗。縦横比=2:3
? コロンビア海軍軍艦旗 縦横比=2:3
海軍用国籍旗
空軍旗

## 歴代の国旗

?1785年までの旗
?1785年の旗
?1785年 - 1801年
?ミランダ三色旗。1801年
?ミランダ三色旗。1806年
?ヌエバ・グラナダ連合州の旗。1811年–1814年
?ヌエバ・グラナダ連合州の旗。1814年–1816年
?大コロンビアの国旗。1819年–1820年
?1820年–1821年
?1821年–1831年
?ヌエバ・グラナダ共和国の国旗。1831年–1858年
?ヌエバ・グラナダ共和国の市民用旗
?ヌエバ・グラナダ共和国の軍艦旗
?グラナダ連合の国旗。1858年–1863年
?グラナダ連合の国旗。1861年